# Давгелішкяй (Расейняйський район)
Давгелішкяй (Daugėliškiai) — хутір у Литві, Расейняйський район, Аріогальське староство, знаходиться за 6 км від села Аріогала. 2001 року в Давгелішкяї проживало 7 людей, 2011-го — теж 7.

## Принагідно
- Daugėliškiai (Raseiniai) [Архівовано 8 листопада 2016 у Wayback Machine.]

| Литва | Це незавершена стаття з географії Литви. Ви можете допомогти проєкту, виправивши або дописавши її. |